# Helen Johansson
Pour les articles homonymes, voir Johansson.

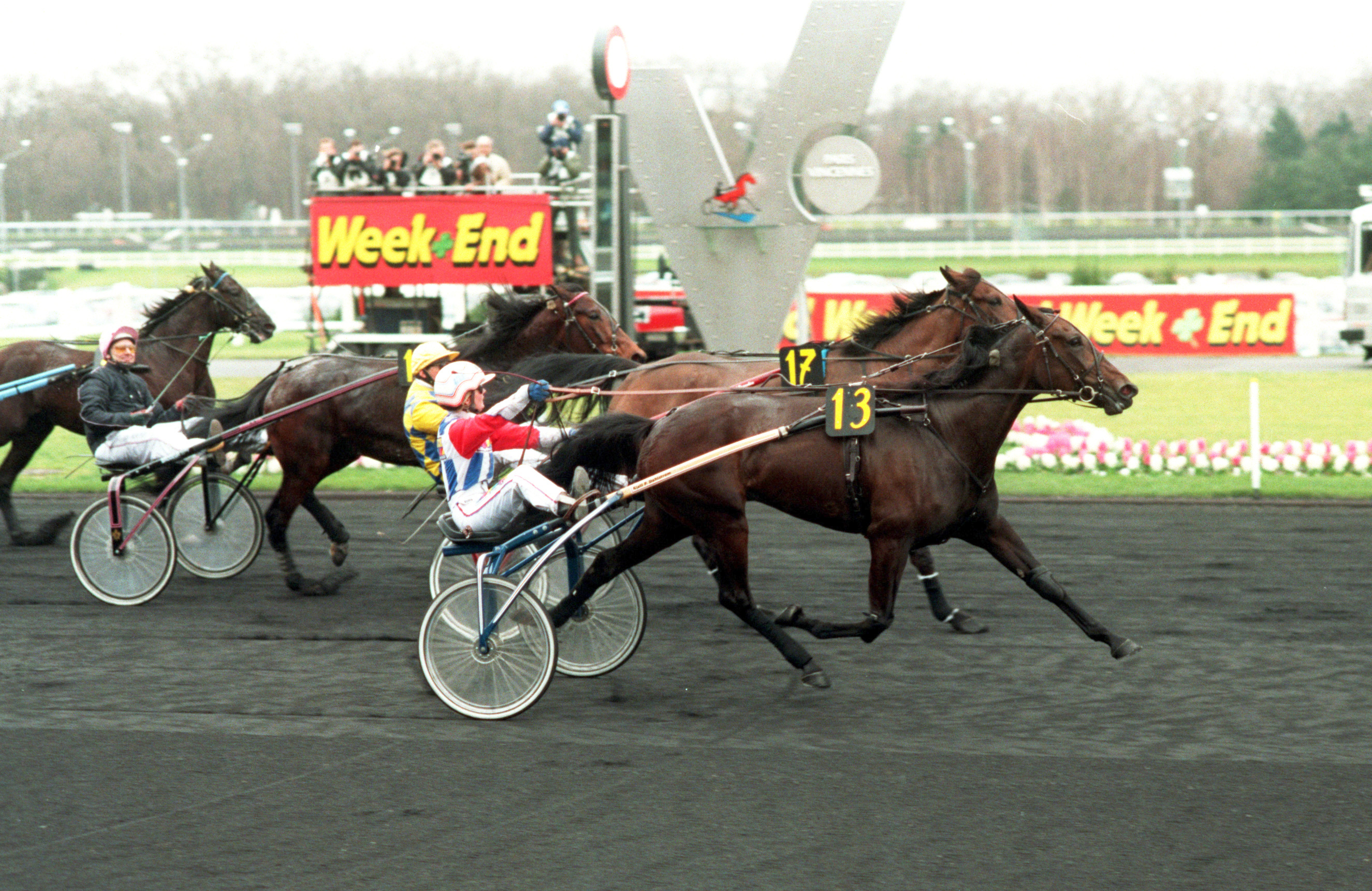
Helen Johansson lors du prix d'Amérique de 1995.

Helen Johansson ou Helen A. Johansson, née le 10 octobre 1961 Ann Helene Elisabeth Johansson, est une cavalière professionnelle suédoise, unique femme à avoir remporté le Grand Prix d'Amérique. 

## Biographie
Helen Johansson grandit à Vaggeryd dans le Comté de Jönköping. À partir de 19 ans, elle commence son apprentissage chez l'entraîneur de sport hippique Kjell P. Dahlström. Ils se marient en 1984. En 1985, elle remporte sa première grande victoire, avec l'étalon Hallon Brunn en Belgique. En 1990, avec 26 victoires, elle devient le driver en comptant le plus grand nombre sur l'hippodrome de Mantorp a Mjölby,.
Elle est la première femme à participer au prix d'Amérique et à le remporter, le 29 janvier 1995, sur le sulky d'Ina Scot,, en établissant un nouveau record de 1 min 14 s 7 pour cette course de 2 700 m.
En Suède, un prix porte son nom et est remis chaque année à la cavalière ayant fait la meilleure saison de trot ; un prix Helen Johansson a lieu à Vincennes chaque dernier dimanche de janvier.